# Micro-région de Miskolc
La micro-région de Miskolc (en hongrois : miskolci kistérség) est une micro-région statistique hongroise rassemblant plusieurs localités autour de Miskolc.

## Localités
| - Alacska - Alsózsolca - Arnót - Berzék - Bőcs - Bükkaranyos - Bükkszentkereszt - Emőd - Felsőzsolca - Gesztely | - Harsány - Hernádkak - Hernádnémeti - Kisgyőr - Kistokaj - Kondó - Köröm - Mályi - Miskolc - Muhi | - Nyékládháza - Onga - Ónod - Parasznya - Radostyán - Répáshuta - Sajóbábony - Sajóecseg - Sajóhídvég - Sajókápolna | - Sajókeresztúr - Sajólád - Sajólászlófalva - Sajópálfala - Sajópetri - Sajósenye - Sajószentpéter - Sajóvámos - Szirmabesenyő - Varbó |